# Proteus (jogo eletrônico)

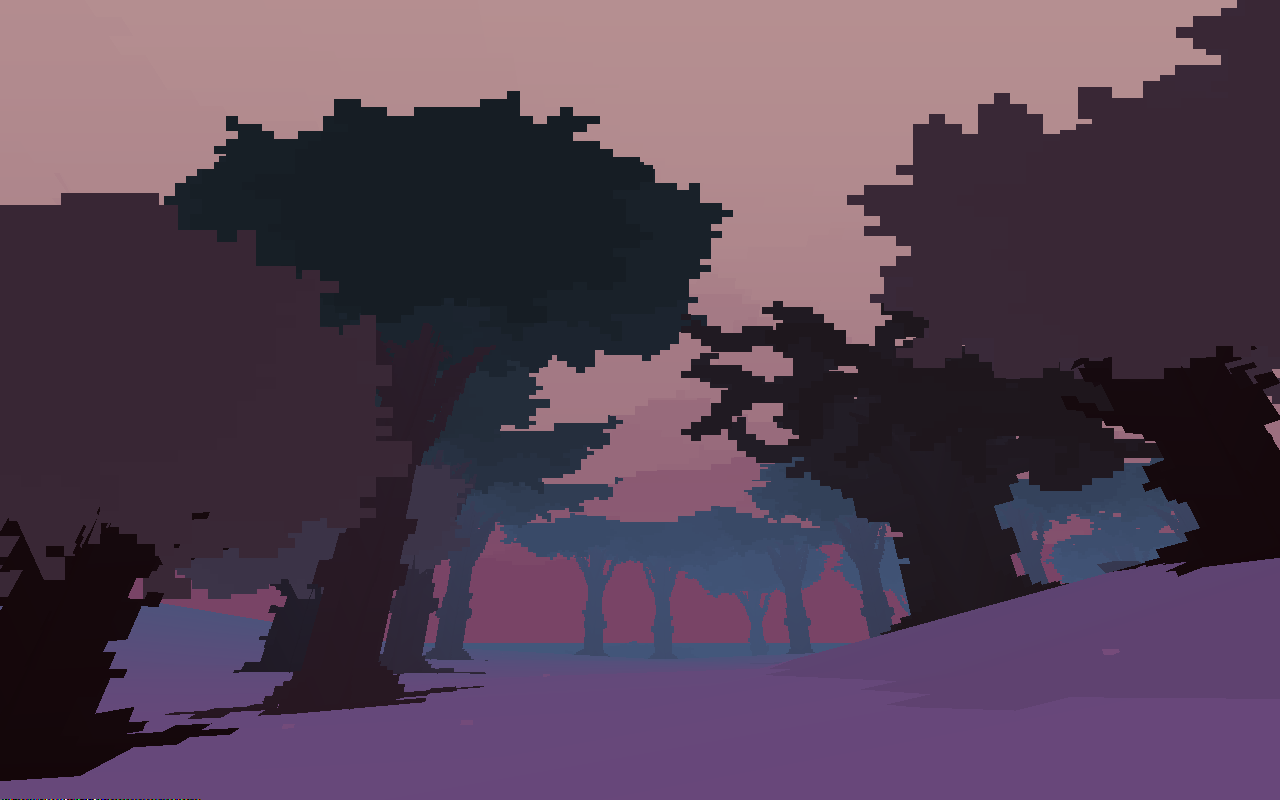
Esse é o Winter woods in Proteus.

Proteus é um jogo eletrônico independente de exploração desenvolvido unicamente por Ed Key, com música e efeitos sonoros por David Kanaga. O jogo ganhou atenção de jornalistas de jogos eletrônicos após participar de alguns festivais para jogos independentes, como o IndieCade de 2011 e ao ser finalista do Independent Games Festival de 2012. Proteus, após ser lançado, serviu como centro de discussão por alguns jornalistas sobre o que pode ser realmente considerado um jogo e o que seria um "não-jogo" ou um "antijogo".
Antes de ser oficialmente lançado em 30 de janeiro de 2013, uma versão "pré-GDC" foi compartilhada no site oficial da desenvolvedora em 28 de fevereiro de 2011. Desde o dia 28 de fevereiro de 2012 até o dia de lançamento, Proteus podia ser comprado com antecedência, sendo que os compradores, independente da versão adquirida, ganhavam acesso à versão beta.